# 喬治·萊考夫
喬治·菲利普·萊考夫（英語：George Philip Lakoff，1941年5月24日—）是美國的語言學家，認知語言學的創始人之一，現任柏克萊加州大學的語言學教授。萊考夫首先對隱喻在人類認知上的作用做出了理解，並對隱喻在語言上產生的影響做出研究。

## 生平
1941年5月24日，萊考夫出生於紐澤西州貝永。考入麻省理工學院主修數學與英國文學，發表詩作。後到印第安納大學唸研究所，主修文學，並自修語言學。1963年，參與喬姆斯基語法理論初期細節的工作，並試圖將喬姆斯基的生成文法理論與形式邏輯統合起來，探索生成語義學理論。1965年，轉到哈佛大學學習。1966年，和約翰·羅斯等人共同研究，並獲得印第安納大學博士學位。1969年，到密歇根大學任教。1971年，到史丹佛大學行為科學研究中心工作。1972年，到加州大學伯克利分校任教。1979年，和馬克·詹森合作研究，隔年出版《我們賴以生活的譬喻》。1990年，開始涉及時事。萊考夫對政治非常關心，並在很多論題上持左翼立場。他也是美國左翼智庫岩嶺的創始人。

## 思想

### 譬喻
對譬喻的闡釋是萊考夫最為人所知的理論，他和邁克·詹森在《我們賴以生存的譬喻》（1980年版）中認為譬喻在日常生活中普遍存在，遍布語言、思維與行為中，無處不在。並且人們用以思維和行動的日常概念系統在本質上也是譬喻的。因此也可以知道譬喻本質上是概念性的，是人理解事物的手段。
語言的譬喻功能顯而易見但譬喻的非語言層面就不容易察覺，他們最開始選擇『爭辯（argument）』這個概念，採用『爭辯即戰爭（argument is war）』來說明概念是譬喻性的以及這個概念對日常生活的影響和塑造。
argument is war（爭辯即戰爭）
- Your claims are indefensible.(你的主張守不住—不堪一擊)
- His criticisms were right on target.(他的評論正中要害—一語中的)
- He shot down all my arguments.(他擊倒了我所有的論據)
- If you use that strategy, he'll wipe you out.(你用此策略，他就會使你全軍覆沒)
- I've never won an argument with him.(我從未辯贏過他)

我們通過這種想像在爭辯中建構戰爭這個概念，雖然沒有肉體的戰爭，但言辭的交鋒也是一種戰爭。假如某種文化將爭論視作舞蹈，把參與辯論的人當成表演者，目標從獲勝轉變為令觀者獲得美的體驗且愉悅的表演，那麼接受這類文化的人就會對爭辯產生不同的觀點。這說明譬喻不單單是語言問題或語辭問題，甚至可以說，人類的思維過程多半都是譬喻性的。不過在2003年再版時，做了一些補正，『爭辯即戰爭（argument is war）』這個譬喻實際上是來自『爭辯即爭鬥（argument is  struggle）』這樣原初譬喻的童年經驗，因為所有的兒童都對來自父母的肢體管教有所反抗。這種經驗和相關詞彙的銜接成為了原初譬喻的基礎，在不斷成長的過程中，通過新的知識將譬喻不斷的延伸，從而形成了人的概念系統。
通過譬喻這個概念，萊考夫和詹森重新思考真理問題，反思主觀主義和客觀主義的神話，從而導向全新的體驗論。在他們看來這兩種神話的動機都在於對理解的關注，而體驗論主張的是主體和環境還有其他主體之間的互動，並通過譬喻性地理解經驗。

### 語言學之爭
在麻省理工學院時，萊考夫接觸到了由喬姆斯基所發展的生成語言學。1967年。萊考夫和保羅·波斯特、“哈吉”·羅斯、詹姆斯·麥考利提出了生成語義學的替代理論，該理論從本質上顛覆了喬姆斯基的生成文法理論，認為喬姆斯基所提出的深層結構概念，其基礎是語義而非文法。
生成語義學催生了另一種語言學範式「認知語言學」，它試圖將對語言的理解與認知心理學的概念聯繫在一起，如記憶、知覺和分類。生成文法學家的操作前提是，心靈有個獨特且獨立的模塊來負責語言習得，而認知語言學家則否認這一點。相反地，他們斷言，對語言現象的處理是由概念的深層結構決定的，更重要的是，用於處理這些資料的認知能力與其他非語言任務的認知能力相似。

### 親身心智
在撰寫《我們賴以生存的譬喻》時，萊考夫就已經開始強調概念譬喻立基於我們的肉身體驗，並在之後的相關研究證實了跨文化譬喻的存在，這來自於人類肉體上共有的知覺與肌動控制能力。他認為幾乎所有的人類認知活動，甚至是抽象思考都依賴運動系統和情緒等具體的簡單感受。因此這種理論既反對身心的二分法，也反對不加分析的接受理性。

## 著作
中文出版物：
- . 浙江人民出版社. 2020-05-01. ISBN 9787213056994.
- . 社会科学文献出版社. 2019-4. ISBN 9787520139168.
- . 世界图书出版公司. 2018-1. ISBN 9787519239985.
- . 世界图书出版公司北京公司. 2017-3. ISBN 9787519221980.
- . 浙江大学出版社. 2015-4. ISBN 9787308143172.
- . 外语教学与研究出版社. 2007-4. ISBN 9787560065434.
- . 聯經. 2006-03-27. ISBN 9789570829754.
- . 桂冠. 1994-9. ISBN 9789575517717.

英文出版物：
- 2016. 《道德政治：自由派和保守派如何思考》（Moral Politics: How Liberals and Conservatives Think），第三版，芝加哥大學出版社. ISBN 978-0-226-41129-3.
- 2012 與伊麗莎白·韋林（Elisabeth Wehling） 《小藍書：思考和談論民主的基本指南》The Little Blue Book: The Essential Guide to Thinking and Talking Democratic. Free Press. ISBN 978-1-476-70001-4.
- 2010.  (PDF). Environmental Communication. March 2010, 4 (1): 70–81  [2021-10-05]. doi:10.1080/17524030903529749. （原始内容存档 (PDF)于2022-02-18）.
- 2008. 《政治思想：為什麼你不能用18世紀的想法理解21世紀的美國政治》（The Political Mind : Why You Can't Understand 21st-Century American Politics with an 18th-Century Brain）維京出版社. ISBN 978-0-670-01927-4.
- 2006. 《誰的自由？ ：美國最重要思想之爭》（Whose Freedom?: The Battle over America's Most Important Idea）， Farrar, Straus and Giroux（英语：Farrar, Straus and Giroux）. ISBN 978-0-374-15828-6.
- 2006. 《Thinking Points: Communicating Our American Values and Vision》. Farrar, Straus and Giroux（英语：Farrar, Straus and Giroux）. ISBN 978-0-374-53090-7.
- 2005. "A Cognitive Scientist Looks at Daubert", 美國公共衛生雜誌（American Journal of Public Healt）h. 95, no. 1: S114.
- 2005. 大腦的概念：感覺運動系統在概念知識中的作用（The Brain's Concept: The Role of the Sensory-Motor System in Conceptual Knowledge）-帕爾馬大學維托里奧·加萊塞和加州大學伯克萊分校的喬治·萊考夫[6]
- 2004. 《別想那隻大象：了解你的價值觀並進行辯論》（Don't Think of an Elephant: Know Your Values and Frame the Debate），Chelsea Green Publishing. ISBN 978-1-931498-71-5.
- 2001 修訂版. 《Moral Politics: How Liberals and Conservatives Think》 芝加哥大學出版社. ISBN 978-0-226-46771-9.
- 2000 和拉斐爾·E·努涅斯（英语：Rafael E. Núñez）. 《數學從何而來：具身思維如何使數學成為現實》（Where Mathematics Comes From: How the Embodied Mind Brings Mathematics into Being）. Basic Books. ISBN 0-465-03771-2
- 1999 和邁克·詹森合著. 《肉身哲學：具身心靈及其對西方思想的挑戰》（Philosophy In The Flesh: the Embodied Mind and its Challenge to Western Thought）， Basic Books.
- 1996. 《Moral politics : What Conservatives Know that Liberals Don't》 芝加哥大學出版社. ISBN 978-0-226-46805-1.
- 1989 和馬克·特納（英语：Mark Turner (cognitive scientist)）合著《More Than Cool Reason: A Field Guide to Poetic Metaphor》， 芝加哥大學出版社. ISBN 978-0-226-46812-9.
- 1987. 《女人、火与危險事物 : 範疇顯示的心智》 （Women, Fire, and Dangerous Things），芝加哥大學出版社. ISBN 0-226-46804-6.
- 1980 和邁克·詹森合著. 《我們賴以生存的譬喻》（Metaphors We Live By）， 芝加哥大學出版社 ISBN 978-0-226-46801-3.
- 1970. 《語法不規則》（Irregularity in Syntax） Holt, Rinehart, and Winston. ISBN 978-0030841453.
- ——. . Foundations of Language. 1968-02, 4 (1): 4–29. JSTOR 25000311.

## 腳註
1. ↑  周世箴（2006年），第（22）-（32）页
2. ↑  周世箴（2006年），第3-5页
3. 1 2 3  周世箴（2006年），第10页
4. ↑  周世箴（2006年），第249-340页
5. ↑  Ruth M. Kempson（1977年），第182页
6. ↑  . The University Edinburgh.   [2021-10-05]. （原始内容存档于2022-01-11）.

## 外部鏈接
- 乔治·莱考夫认知语言学十讲 （页面存档备份，存于）
- Generative Semantics （页面存档备份，存于）
- George Lakoff: Moral Politics （页面存档备份，存于）
- George Lakoff on Embodied Cognition and Language （页面存档备份，存于）
- Cognitive Science Enters Politics
- That Metaphor! （页面存档备份，存于）
- Lakoff, George (1991). "Metaphor and War: The Metaphor System Used to Justify War in the Gulf （页面存档备份，存于）"